# Biserica Sfânta Treime din Samsun
Biserica Sfânta Treime din Samsun (în greacă Αγία Τριάδα, în turcă Aya Triada Rum Ortodoks Kilisesi) a fost un lăcaș de cult ortodox din portul Samsun, Turcia. Alături de biserică a existat un seminar teologic subordonat Patriarhiei Ecumenice.
Numărul credincioșilor ortodocși a scăzut drastic în urma schimbului de populație dintre Grecia și Turcia din 1923. În anul 1925 cupola bisericii a fost îndepărtată, iar edificiul transformat în cinematograf. Clădirea a fost folosită ca atare până în anul 1931, sub denumirea de cinematograful Kâzım-Pașa. 
Pe locul bisericii se găsește în prezent școala 23 Nisan Ortaokulu. 